# (7054) Brehm
(7054) Brehm (1989 GL8) – planetoida z grupy pasa głównego asteroid okrążająca Słońce w ciągu 3,38 lat w średniej odległości 2,25 j.a. Odkryta 6 kwietnia 1989 roku.